# Plac Niepodległości w Wilnie
Plac Niepodległości w Wilnie (lit. Vilniaus Nepriklausomybės aikštė) – plac znajdujący się na Litwie, położony w Wilnie, w dzielnicy Naujamiestis. Jest siedzibą Sejmu Republiki Litewskiej i Litewskiej Biblioteki Narodowej im. Martynasa Mažvydasa.

## Historia
Plac został zbudowany w latach 1981–1985, architektem był Algimantas Nasvytis. Przez prawie całą pierwszą dekadę swojego istnienia plac był nazywany Placem Sowieckim ze względu na sąsiadujący z nim główny budynek Rady Najwyższej Litewskiej SRR, który był znany jako Pałac Sowiecki. W kwietniu 1990 r. nazwę placu zmieniono, aby upamiętnić odzyskanie niepodległości przez Litwę 11 marca 1990 r.
W 2024 roku kancelaria Sejmu oglośiła, że planuje uporządkować teren Placu Niepodległości i Pałacu Sejmu oraz odrestaurować fontannę na Placu Niepodległości. Uporządkowanie rozpocznie się w 2025 roku i ma zostać ukończone w 2027 roku.